# Gerd Nagel
Gerd Nagel (ur. 22 października 1957 w Sulingen) – niemiecki lekkoatleta, skoczek wzwyż.
Na Igrzyskach Olimpijskich w Los Angeles w 1984 zajął osiemnaste miejsce w eliminacjach, nie kwalifikując się do finału. W 1982 w Atenach zdobył brązowy medal mistrzostw Europy. Do jego osiągnięć należą również dwa medale halowych mistrzostw Europy: srebrny (Budapeszt 1983) i brązowy (Glasgow 1990). Ma w swoim dorobku również złoty medal uniwersjady (Meksyk 1979). Jeden raz był mistrzem RFN na otwartym stadionie (1979) i dwukrotnie w hali (1982, 1983).
17 marca 1989 ustanowił swój halowy rekord życiowy (2,36 m). Jego rekord życiowy na otwartym stadionie, który został ustanowiony 7 sierpnia 1988 w Forbach wynosi 2,35 m.